# Iyar
Iyar (hebreo: אִייָּר; del idioma acadio ayaru "luz, luminosidad", por ser un mes soleado de plena primavera (boreal), es el octavo mes del calendario hebreo moderno, cuyo cómputo comienza a partir del mes de Tishrei según la fecha de la Creación del mundo, y el segundo mes según el ordenamiento de los meses en la Biblia, que comienza por el mes de Nisán, en conmemoración de la salida de los hebreos de la esclavitud en Egipto.
El nombre otorgado al mes de Iyar en la Biblia es simplemente "el segundo mes", siguiendo la numeración ordinal, al igual que el resto de los meses del año hebreo en la Torá. Es nombrado por primera vez en el Libro del Genesis: "El año seiscientos de la vida de Noé, en el mes segundo, a los diecisiete dias del mes, aquel dia fueron rotas todas las fuentes del grande abismo, y las cataratas de los cielos fueron abiertas," (Genesis 7:11) En una ocasión, la Biblia se refiere a él también como "el mes de Ziv" (hebreo: חודש זיו, literalmente "el mes del resplandor") (1Reyes 6:1): "En el año 480 de la salida de los israelitas de la tierra de Egipto, el año cuarto del reinado de Salomón sobre Israel, en el mes de Ziv, que es el segundo mes, emprendió la construcción de la Casa de Yahveh"; también en 1Reyes 6:37. El nombre de "mes de Ziv" proviene según se cree del idioma fenicio, ya que el mes de Iyar es así mencionado solo en el contexto de las relaciones comerciales entre Salomón rey de Israel, y Hiram rey de Fenicia, y se cree que fue el nombre utilizado por los antiguos habitantes de Canaán, que llamaban a sus meses con terminología relacionada con la agricultura y al clima.
Su nombre actual, Iyar, tiene sus orígenes en los nombres de los meses de la antigua Babilonia, provenientes según lo dicho del acadio, y de aquí fueron adoptados por los judíos allí desterrados entre 586 a. C. y 536 a. C., luego de haber sido llevados al exilio por el rey Nabucodonosor II. El nombre Iyar no figura en la Biblia -sólo siete de los doce meses aparecen en ella con sus nombres babilónicos: Nisán, Siván, Elul, Kislev, Tevet, Shevat y Adar-; Iyar solo lo hará por primera vez con este nombre, en el Talmud.
Iyar es un mes de primavera (boreal), que cuenta siempre con 29 días, y es paralelo a los meses gregorianos de abril y mayo, según el año. Su signo del Zodíaco es Tauro, debido a que las praderas en esta época están verdes, ofreciendo abundante pastura al ganado.

## Período
Durante los años 5761–5860 del calendario hebreo, Iyar ocurre entre los siguientes períodos del calendario gregoriano:
| Duración de los años | Comienzo de Iyar        | Fin de Iyar           |
| -------------------- | ----------------------- | --------------------- |
| 353 días             | 10 de abril–27 de abril | 9 de mayo–26 de mayo  |
| 354 días             | 10 de abril–29 de abril | 9 de mayo–28 de mayo  |
| 355 días             | 11 de abril–29 de abril | 10 de mayo–28 de mayo |
| 383 días             | 29 de abril–9 de mayo   | 28 de mayo–7 de junio |
| 384 días             | 1º de mayo–9 de mayo    | 30 de mayo–7 de junio |
| 385 días             | 30 de abril–10 de mayo  | 29 de mayo–8 de junio |

## Conmemoraciones y festividades judías en Iyar

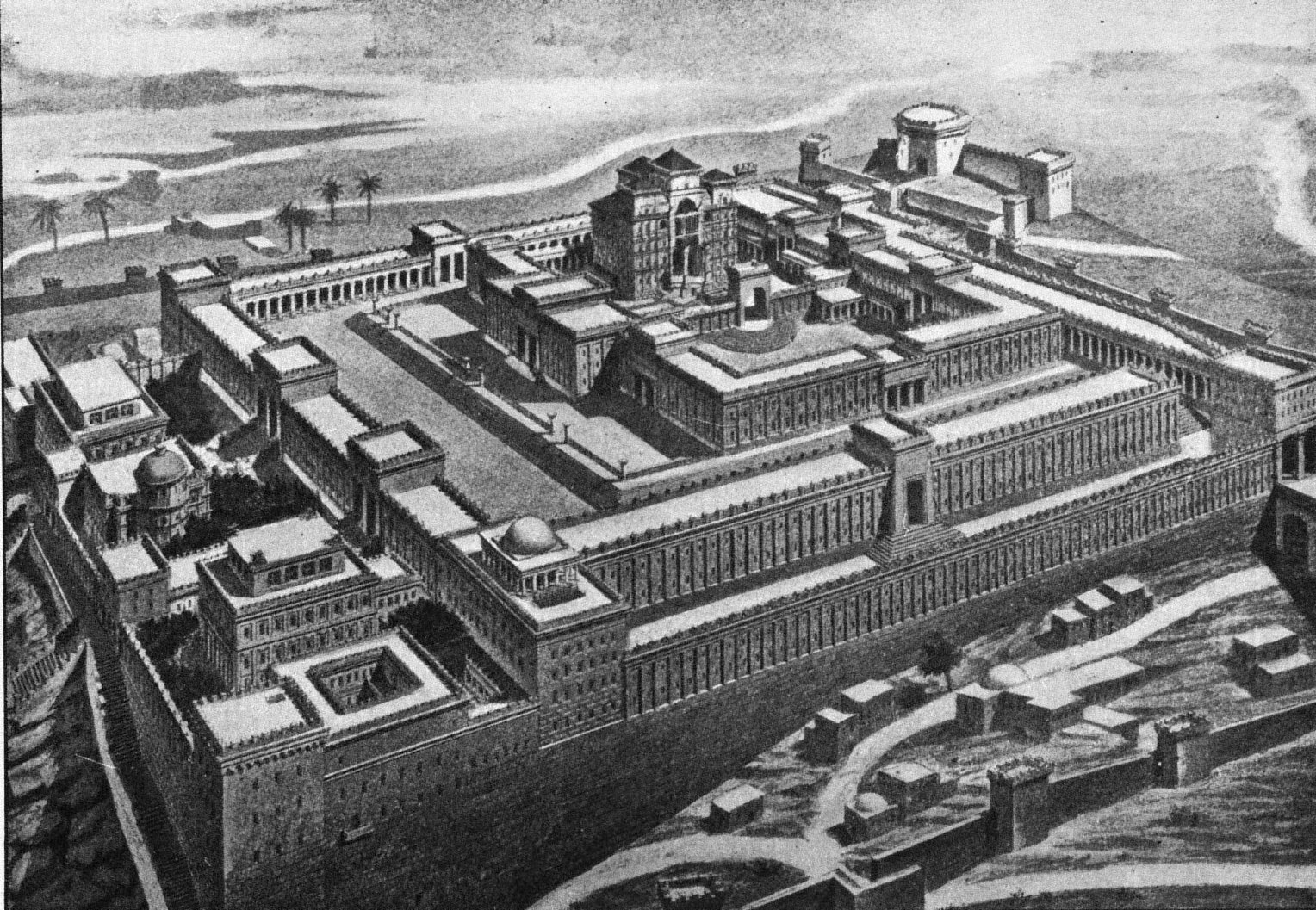
El Templo del Rey Salomón (reconstrucción).

- Yom Hashoah, el día 27 de Nisán del Calendario hebreo, día de duelo y conmemoración recordado anualmente como día en memoria de las víctimas del Holocausto, siendo feriado nacional en Israel.
- Yom Hazikarón, el día de duelo nacional por los caídos - 4 de Iyar, fecha establecida por ley de la Knéset del año 1963, inmediatamente antes del día de la Independencia, para resaltar el dolor por los caídos y el sacrificio realizado para conseguir y mantener la independencia del Estado de Israel.
- Yom Ha'atzmaut, el día de la Independencia de Israel - 5 de Iyar, en que se festeja el aniversario de la declaración de la independencia, el día 5 de Iyar de 5708 (14 de mayo de 1948), el mismo día en que se retiraron de Palestina las tropas británicas, poniendo así fin al Mandato británico de 26 años (1922 - 1948). Tanto el Yom HaZikarón como el Yom Ha'Atsma'ut, pueden adelantarse uno o dos días, o postergarse un día, para evitar que alguno de ellos coincida con el Shabat.
- Lag Ba'Ómer, el día número 33 en la cuenta del Ómer (Sefirat Ha'omer) - 18 de Iyar, que conmemora la victoria de la Rebelión de Bar Kojba sobre los romanos, el 18 de Iyar del año 3893 (133 del calendario gregoriano).
- Yom Yerushalayim, el día de la reunificación de Jerusalén - 28 de Iyar, en recordación a la reunificación de Jerusalén durante la Guerra de los Seis Días, el día 28 de Iyar de 5727 (7 de junio de 1967).